# 誤差 (松本清張)
『誤差』（ごさ）は、松本清張の短編小説である。『サンデー毎日』1960年10月特別号に掲載され、1961年11月に短編集『駅路』収録として、文藝春秋新社から刊行された。
1962年・2017年にテレビドラマ化されている。

## あらすじ
夏の終わりが近いある日、東海道から山に入った鄙びた温泉宿「川田屋」に、都会風の美貌の女性が現われた。安西澄子と名乗ったその女性は、あまり話をしたがらない様子を見せていたが、三日目に安西忠夫と名乗る長身の紳士が現われ、澄子と合流した。しかしその三日後、書店から夕方17時前に温泉宿に戻った紳士は、仕事で一時宿を離れる、家内はよく睡っているから誰も入らずにそのままにしてほしい、と言い残して17時半過ぎに宿を発った。その二時間後、澄子の死体が部屋から発見された。
当初、現場に到着した警察の嘱託医が述べた死後推定時間からは、死亡時刻が15時から16時の間との見解が得られた。続いて死体が解剖されたが、担当の病院長が述べた死後推定時間からは、死亡時刻が17時過ぎとの見解を得た。二人の医師の見解には差があったが、病院長は嘱託医の見解を、誤差と指摘した。警察としても、死亡時刻を17時過ぎとする病院長の見解のほうが、忠夫が澄子を殺したのち逃走という推定に合致し、満足すべきものであった。
捜査が進み、川田屋に泊まった紳士の本名は竹田宗一と判明、山岡刑事は東京に出張するが、まもなく竹田の首吊り死体が遺書と共に発見され、事件は容疑者の自殺で幕を閉じたかに思われた。

## エピソード
- 著者は「変死体解剖に何十年間従事してきた東京監察医務院吉村三郎博士の経験から思いついた。吉村さんのような学究の徒で、しかも長い経験の実務者でも、こういうような反省はしばしばあるという」と記している[1]。

## テレビドラマ

### 1962年版
1962年11月29日と11月30日22時15分 - 22時45分に、NHKの「黒の組曲」枠にて2回にわたり放送された。
キャスト
- 安西澄子：月丘夢路
- 竹田宗一：夏川大二郎
- 大村：佐藤慶
- ：田武謙三
- ：谷晃
- ：井川邦子
- ：市川和子

スタッフ
- 脚色：有高扶桑
- 音楽：別宮貞雄
- 演出：安江泰雅

### 2017年版
「松本清張没後25年特別企画 『誤差』」のタイトルで、2017年5月10日21時 - 23時8分にテレビ東京系にて放送された。

### キャスト
- 山岡慶一郎：村上弘明[2]
- 伊崎美里：剛力彩芽
- 立花亮介：陣内孝則
- 竹田琴乃：松下由樹[3]
- 竹田宗一：小市慢太郎
- 安西澄子：田中美奈子
- 岩渕静香：酒井美紀（友情出演）
- 滝沢和之：宮川一朗太
- 細野直樹：橋爪遼
- 磯川ふみ江：宍戸美和公
- 鵜飼理沙子：齋藤めぐみ
- 芝原康子：久保田磨希
- 大村雄也：矢柴俊博
- 酒井善信：三田村賢二
- 胡桃沢行則：矢野浩二
- 胡桃沢秀美：細川ふみえ
- 川田正弘：螢雪次朗
- 川田沙織：水沢アキ
- 古賀敏文：左とん平（友情出演）

### スタッフ
- 脚本：深沢正樹
- 監督：倉貫健二郎
- EDテーマ：宗像美樹「最後の言葉」
- 法医学監修：上村公一、鵜沼香奈
- 警察監修：古谷謙一
- スタント：大道寺俊典
- 技術協力：東通
- 美術協力：BEENS
- チーフプロデューサー：中川順平（テレビ東京）
- プロデュース：森田光則
- 企画：古賀誠一
- 製作：テレビ東京、オスカープロモーション